# Eni
Eni er et internationalt olie- og gasselskab med hovedkvarter i Italien.